# Adrienne Posta
Adrienne Posta, eigentlich Adrienne Luanne Poster (* 24. März 1949 in Hampstead, London, Vereinigtes Königreich), ist eine britische Pop-Sängerin und Schauspielerin, die in den 1960er und 1970er Jahren aktiv war.

## Gesangskarriere
Adrienne Poster (sie benutzte die Schreibweise Posta erst ab 1966) kam 1949 im Londoner Stadtteil Hampstead zur Welt. Sie zeigte früh musikalisches Talent und besuchte die Italia Conti Academy of Theatre Arts in London. 1957 bekam sie eine kleine Rolle in dem britischen Drama No Time for Tears (Regie: Cyril Frankel) mit Anna Neagle und George Baker. Es folgten Gastauftritte in den britischen Fernsehserien Harpers West One (1961) und Top Secret (1962).
Anfang der 1960er Jahre datete sie den Musiker Steve Marriott, der später Sänger der Modband Small Faces wurde. Marriott war zu diesem Zeitpunkt Teil einer Band namens The Moments. Posta trat gelegentlich mit der Band auf und sang mit ihnen eine Live-Version von Twist and Shout. Posta wurde anschließend von Andrew Loog Oldham, dem Manager der Rolling Stones, angenommen, der in den 1960er Jahren Sängerinnen wie Marianne Faithfull, Barry St. John, Vashti Bunyan und P. P. Arnold betreute.
Oldham sicherte Posta einen Plattenvertrag bei Oriole Records, wo 1963 ihre erste Single Only Fifteen erschien. Die Single floppte. Oldham bat daraufhin Mick Jagger und Keith Richards, eine ihrer Kompositionen für Postas nächste Single zur Verfügung zu stellen. Shang A Doo Lang (B-Seite When a Girl Really Loves You von Buddy Kaye und Ivor Raymonde) erschien im April 1964 und ging ebenfalls unter.
Am 27. März 1964 gab Andrew Loog Oldham eine Party zu Ehren von Posta, um sie Swinging London vorzustellen und ihre Gesangskarriere voranzubringen. Gäste dieser Party waren unter anderem Mick Jagger, Chrissie Shrimpton, Paul McCartney, Jane Asher, Peter Asher sowie der junge Londoner Künstler John Dunbar, der seine 17-jährige Freundin Marianne Faithfull mitbrachte. Faithfull lernte auf dieser Party ihren späteren Partner Mick Jagger kennen und bekam dadurch ihren Plattenvertrag bei Decca Records.
Postas nächste Single, He Doesn’t Love Me (1965), stammte aus der Feder von Lesley Duncans Bruder Jimmy. Die B-Seite war eine Coverversion von The Way You Do the Things You Do der Motown-Gruppe The Temptations. Die Single wurde viel auf dem Piratensender Radio London gespielt und erreichte deren Big L Fab Top 40, konnte sich aber nicht in den Verkaufscharts platzieren. Genau so erging es der nächsten Single, The Wind that Blows mit der B-Seite Backstreet Girl, geschrieben von den amerikanischen Singer-Songwriterinnen Jackie DeShannon und Sharon Sheeley. Ihre Version von Margaret Mandolphs Something Beautiful wurde ein Favorit der Northern-Soul-Szene.
1965 nahm Posta in Belgien neben renommierten internationalen Sängerinnen wie Liesbeth List (Niederlande), Iva Zanicchi (Italien) und Liliane Saint-Pierre (Belgien) am Songfestival von Knokke teil. Da andere britische Sängerinnen wie Dusty Springfield, Cilla Black und Sandie Shaw bis dahin große Hits mit Aufnahmen von Burt Bacharach und Hal David gehabt hatten, entschied man sich, dieses Konzept auch mit Posta zu versuchen. Das Ergebnis war ihre Version von (They Long to Be) Close to You (1966), was später ein großer Hit für die Carpenters wurde. Postas Version war kein Erfolg.

## Schauspielkarriere
Postas anhaltender Misserfolg in der Musikindustrie brachte sie dazu, sich ab 1966 wieder vermehrt auf ihre ursprüngliche Schauspielkarriere zu konzentrieren. Nach einem Auftrag in der kurzlebigen Fernsehserie The Master im Januar 1966 folgte 1967 eine Rolle in Unterm Holderbusch (Regie: Clive Donner) mit Judy Geeson und Angela Scoular.
Als Nächstes kam die Rolle, für die Adrienne Posta am besten bekannt ist. Neben Lulu und Sidney Poitier spielte sie 1967 die Rolle der Moira Joseph in James Clavells Junge Dornen (Originaltitel: To Sir With Love). Es folgte eine Rolle in Knotenpunkt London (1968; Regie: Peter Collinson) mit Suzy Kendall und Dennis Waterman sowie Auftritte in Up Pompeii von Bob Kellett (1971), Percy’s Progress (1974) von Ralph Thomas und Der total verrückte Mumienschreck (1975) von Gerald Thomas.
In den 1970er Jahren erschienen nur noch vereinzelte Singles, darunter Dong Song (1973), geschrieben von Graham Bonnet, den sie am 9. April 1974 in London heiratete, oder Cruisin' Casanova für den Soundtrack des Films Adventures of a Taxi Driver (1976; Regie: Stanley Long).
Adrienne Posta zog sich aus dem Musikgeschäft zurück und wurde Lehrerin, unter anderem an der Italia Conti Academy of Theatre Arts, an der sie einst Schülerin war. Sie ist Ehrenmitglied der Music Hall Guild of Great Britain and America. Sie heiratete erneut und wurde wieder geschieden.
1999 war ihre Version von Shang a Doo Lang von 1964 auf The Girls' Scene (Deram Records), einem Sampler von Girlgroup-Musik der 1960er Jahre, zu hören.

## Filmografie (Auswahl)

### Spielfilme
- 1957: No Time for Tears (Regie: Cyril Frankel)
- 1967: Junge Dornen (To Sir, With Love) (Regie: James Clavell)
- 1968: Knotenpunkt London (Up the Junction) (Regie: Peter Collinson)
- 1968: … unterm Holderbusch (Here We Go Round the Mulberry Bush) (Regie: Clive Donner)
- 1969: Some Girls Do (Regie: Ralph Thomas)
- 1970: Hering und Portwein (Spring and Port Wine) (Regie: Peter Hammond)
- 1970:  Mein Weg nach oben (All the Way Up) (Regie: James MacTaggart)
- 1971: Percy – Der Spatz in der Hand (Percy) (Regie: Ralph Thomas)
- 1975: Three for All (Regie: Martin Campbell)
- 1975: Der total verrückte Mumienschreck (Carry On Behind) (Regie: Gerald Thomas)
- 1976: Die unglaublichen Abenteuer eines Taxifahrers (Adventures of a Taxi Driver) (Regie: Stanley Long)
- 1977: Mein lieber Boss, Du bist 'ne Flasche! (Adventures of a Private Eye) (Regie: Stanley Long)

### Fernsehserien
- 1961: Harpers West One (Folge 1.8)
- 1962: Top Secret (1 Folge: The Second Man)
- 1962: It’s a Living (5 Folgen)
- 1963: Hancock (1 Folge: The Assistant)
- 1964: The Human Jungle (1 Folge: Conscience on a Rock)
- 1968: Journey to the Unknown (1 Folge)
- 1969–1970: Don’t Ask Us – We’re New Here (18 Folgen)
- 1971: Budgie (1 Folge)
- 1971–1972: Alexander the Greatest (13 Folgen)
- 1974: Bis daß der Tod euch scheidet (Till Death Us Do Part) (1 Folge: Party Night)
- 1974–1975: Moody and Pegg (3 Folgen)
- 1975: Edward the Seventh (1 Folge)
- 1976: Play for Today (Folge Bar Mitzvah Boy)
- 1980: Der Aufpasser (Minder, 1 Folge: All About Scoring, Innit?)
- 1980: Bei uns liegen sie richtig (In Loving Memory, 1 Folge)
- 1981: The Olympian Way (1 Folge)
- 1997: Red Dwarf (1 Folge: Ouroboros)
- 1999–2012: Am Zoo 64 (64 Zoo Lane, 61 Folgen, nur Stimme)
- 2000: Preston Pig (nur Stimme)
- 2001–2003: Angelina Ballerina (6 Folgen)

## Diskografie

### Singles als Adrienne Poster
- 1963: „Only Fifteen“ / „There's Nothing You Can Do About That“ (Decca F 11797)
- 1964: „Shang a Doo Lang“ / „When a Girl Really Loves You“ (Decca F 11864)
- 1965: „He Doesn't Love Me“ / „The Way You Do the Things You Do“ (Decca F 12079)
- 1965: „The Winds That Blow“ / „Backstreet Girl“ (Decca F 12181)
- 1966: „Something Beautiful“ / „So Glad You're Mine“ (Decca F 12329)

### Singles als Adrienne Posta
- 1966: „(They Long to Be) Close to You“ / „How Can I Hurt You?“ (Decca F 12455)
- 1973: „Dog Song“ / „Express Yourself“ (DJM DJS 286)
- 1976: „Cruisin' Casanova“ / „Sing Me“ (President PT 453)